# Comblessac
Comblessac é uma comuna francesa na região administrativa da Bretanha, no departamento Ille-et-Vilaine. Estende-se por uma área de 17,14 km². Em 2010 a comuna tinha 701 habitantes (densidade: 40,9 hab./km²).